# Euryarthrum carinatum
Euryarthrum carinatum är en skalbaggsart som beskrevs av Francis Polkinghorne Pascoe 1866. Euryarthrum carinatum ingår i släktet Euryarthrum och familjen långhorningar. Inga underarter finns listade i Catalogue of Life.